# Lecane elegans
Lecane elegans är en hjuldjursart som beskrevs av Harry K. Harring 1914. Lecane elegans ingår i släktet Lecane och familjen Lecanidae. Inga underarter finns listade i Catalogue of Life.